# Monteros (departamento)
Monteros é um departamento da Argentina, localizado na província de Tucumã.